# Vallet, Loire-Atlantique
Vallet är en kommun i departementet Loire-Atlantique i regionen Pays de la Loire i nordvästra Frankrike. Kommunen ligger i kantonen Vallet som tillhör arrondissementet Nantes. År 2022 hade Vallet 9 524 invånare.

## Befolkningsutveckling
Antalet invånare i kommunen Vallet
| Referens: INSEE |